# Šindelová
Šindelová är en ort i Tjeckien.   Den ligger i regionen Karlovy Vary, i den västra delen av landet, 130 km väster om huvudstaden Prag. Šindelová ligger 614 meter över havet och antalet invånare är 266.
Terrängen runt Šindelová är huvudsakligen kuperad, men norrut är den platt. Runt Šindelová är det ganska glesbefolkat, med 48 invånare per kvadratkilometer. Närmaste större samhälle är Sokolov, 15,5 km söder om Šindelová. I omgivningarna runt Šindelová växer i huvudsak blandskog.